# 20e division d'infanterie (Inde)
La 20e division d'infanterie indienne est une division d'infanterie indienne de l'armée britannique qui a combattu pendant la campagne de Birmanie pendant la Seconde Guerre mondialequi fait actuellement partie de l'Armée de terre indienne, commandement est, 33e corps. 

## Historique
Immédiatement après la guerre, la majeure partie de la division a été déployée en Indochine française pour superviser le passage de la domination japonaise à la domination française. Pendant presque toute la vie opérationnelle, la division était commandée par le major général Douglas Gracey.

### Formation
La division a été formée à Bangalore en avril 1942. Il était commandé par le major-général Douglas Gracey et se composait au début des 32e, 51e et 53e brigades indiennes. En juillet de cette même année, les 51e et 53e brigades ont été détachées pour former la 25e division d'infanterie indienne et remplacées par la 80e brigade d'infanterie indienne et la 100e brigade d'infanterie indienne (cette dernière brigade étant transférée de la 34e division qui avait récemment été dissoute à Ceylan). La division était destinée dès le départ à des opérations dans la jungle et la montagne et était dans un établissement de transport mixte animal et mécanique pour l'entretien dans un pays accidenté.
L'insigne de la division était une main brandissant un sabre, en blanc sur noir. 
Après une formation dans le sud de l'Inde et à Ceylan, la division a rejoint le XVe corps indien à Ranchi dans le Bihar en décembre, mais à partir de juillet 1943, elle a été transférée au IVe corps à Imphāl.